# Svenljunga (gemeente)
Svenljunga is een Zweedse gemeente in Västergötland. De gemeente behoort tot de provincie Västra Götalands län. Ze heeft een totale oppervlakte van 992,8 km² en telde 10.468 inwoners in 2004.

## Plaatsen
- Svenljunga (plaats)
- Sexdrega
- Hillared
- Överlida
- Östra Frölunda
- Mjöbäck
- Holsljunga
- Mårdaklev
- Håcksvik
- Erikslund (Svenljunga)
- Axelfors